# Ahmed Abdullahi
Ahmed Abdullahi (Nassarawa, 19 juni 2004) is een Nigeriaans professioneel voetballer die speelt als aanvaller voor de Engelse club Sunderland.

## Clubcarrière
In 2021 ging Abdullahi op proef bij de Franse club Olympique de Marseille en de Duitse ploeg Borussia Dortmund, terwijl gelijktijdig de Belgische club KAA Gent ook interesse toonde. Hij tekende uiteindelijk bij die laatste ploeg, ondanks de interesse van andere ploegen in Europa.
Op 30 augustus 2024 tekende Abdullahi een vierjarig contract bij Sunderland.

## Internationaal carrière
Abdullahi werd opgeroepen voor de Nigeriaanse U20 voor de Afrikaanse U20 Landencompetitie. Hiervoor moest hij zijn loon van een maand bij Gent inleveren, omdat de club het toernooi niet als belangrijk genoeg zag om trainingen voor te missen. Op het toernooi kreeg hij een rode kaart in de eerste wedstrijd tegen Senegal, na een tweede gele kaart vanwege gevaarlijk spel.
1 Patterson ·
2 Huggins ·
3 Cirkin ·
4 Neil  ·
5 Ballard ·
7 Bellingham ·
8 Browne ·
10 Roberts ·
11 Rigg ·
12 Mayenda ·
13 O'Nien ·
14 Mundle ·
16 Nna Noukeu ·
18 Isidor ·
20 Samed ·
21 Moore ·
23 Seelt ·
26 Mepham ·
28 Le Fée ·
29 Abdullahi ·
30 Aleksić ·
32 Hume ·
33 Hjelde ·
36 Poveda ·
40 Watson ·
42 Alese ·
45 Anderson ·
Coach: Le Bris